# Березовская, Ирина Гурьяновна
Ирина Гурьяновна Березовская (1912—1991), урождённая Жеребцова — звеньевая семеноводческого колхоза «Льновод» Маслянинского района Новосибирской области. Герой Социалистического Труда (1948).

## Биография
Родилась в 1912 году в крестьянской семье в селе Борково. С 1930-х годов трудилась разнорабочей в семеноводческом колхозе «Льновод» Маслянинского района в селе Мамоново. Возглавляла звено по выращиванию зерновых и технических культур.
В 1947 году звено Ирина Жеребцовой получило на участке площадью 9,87 гектаров в среднем по 32,06 центнера ржи с каждого гектара. Указом Президиума Верховного Совета СССР от 8 марта 1948 года за получение высоких урожаев ржи при выполнении колхозом обязательных поставок и натуроплаты за работу МТС в 1947 году и обеспеченности семян всех культур в размере полной потребности для весенего сева 1948 года удостоена звания Героя Социалистического Труда с вручением ордена Ленина и золотой медали «Серп и Молот».
После выхода на пенсию проживала в Новосибирске, где скончалась в 1991 году. Похоронена в Новосибирске.

## Сочинения
- Жеребцова, И. Возродим былую славу: [звеньевая делится опытом работы по увеличению льноволокна] / И. Жеребцова // Социалистическое льноводство.- 1949.-25 марта.- С. 1.

## Память
Портрет Ирины Березовской (Жеребцовой) находится на Аллее славы в селе Мамоново.